# Huidong (Liangshan)

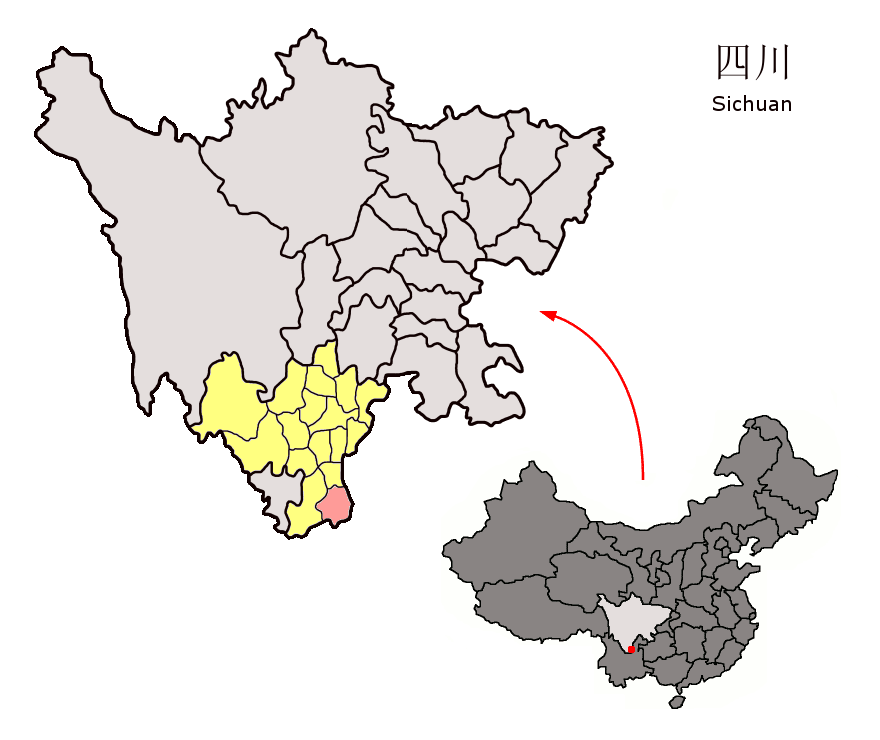
Lage des Kreises Huidong (rosa) in der Provinz Sichuan.

Der Kreis Huidong (chinesisch 会东县, Pinyin Huìdōng Xiàn) ist ein Kreis des Autonomen Bezirks Liangshan der Yi im Süden der chinesischen Provinz Sichuan. Sein Hauptort ist die Großgemeinde Huidong (会东镇). Er hat eine Fläche von 3.053 km² und zählt 346.082 Einwohner (Stand: Zensus 2020).

## Administrative Gliederung
Auf Gemeindeebene setzt sich der Kreis aus zwei Großgemeinden und einundfünfzig Gemeinden zusammen. 